# ويليام كينان
ويليام كينان (بالإنجليزية: William Keenan)‏ هو سياسي بريطاني (وحمل سابقاً جنسية المملكة المتحدة لبريطانيا العظمى وأيرلندا)، ولد في 1889، وتوفي في 15 ديسمبر 1955. حزبياً، نشط في حزب العمال. في الانتخابات العامة في المملكة المتحدة 1945 ‏، انتخب عضو برلمان المملكة المتحدة الـ38 عن دائرة Liverpool Kirkdale (UK Parliament constituency) ‏ (5 يوليو 1945 – 3 فبراير 1950) وفي الانتخابات العامة في المملكة المتحدة 1950 ‏، انتخب عضو برلمان المملكة المتحدة الـ39 عن دائرة Liverpool Kirkdale (UK Parliament constituency) ‏ (23 فبراير 1950 – 5 أكتوبر 1951) وفي الانتخابات العامة في المملكة المتحدة 1951 ‏، انتخب عضو برلمان المملكة المتحدة الـ40 عن دائرة Liverpool Kirkdale (UK Parliament constituency) ‏ (25 أكتوبر 1951 – 6 مايو 1955).